# Rata comuna
La rata, rata comuna, rata de claveguera, rata albellonera al País Valencià, i a les Balears, rata traginera o rata de prat (Rattus norvegicus) és una de les espècies de rata més conegudes i esteses. Malgrat ser originària de la Xina, s'ha estès per la pràctica totalitat del món gràcies a la seva resistència i capacitat de reproducció. La rata negra és més gràcil, té la cua més llarga que el cos i el cap junts i les orelles doblegades endavant arriben a l'ull o el sobrepassen. Les dues espècies poden instal·lar-se en un mateix edifici. En aquest cas, la rata comuna sol ocupar els cellers i els soterranis, mentre que la negra prefereix les golfes i altres parts altes. La seva varietat albina s'empra com a organisme model en l'experimentació als laboratoris.

## Descripció

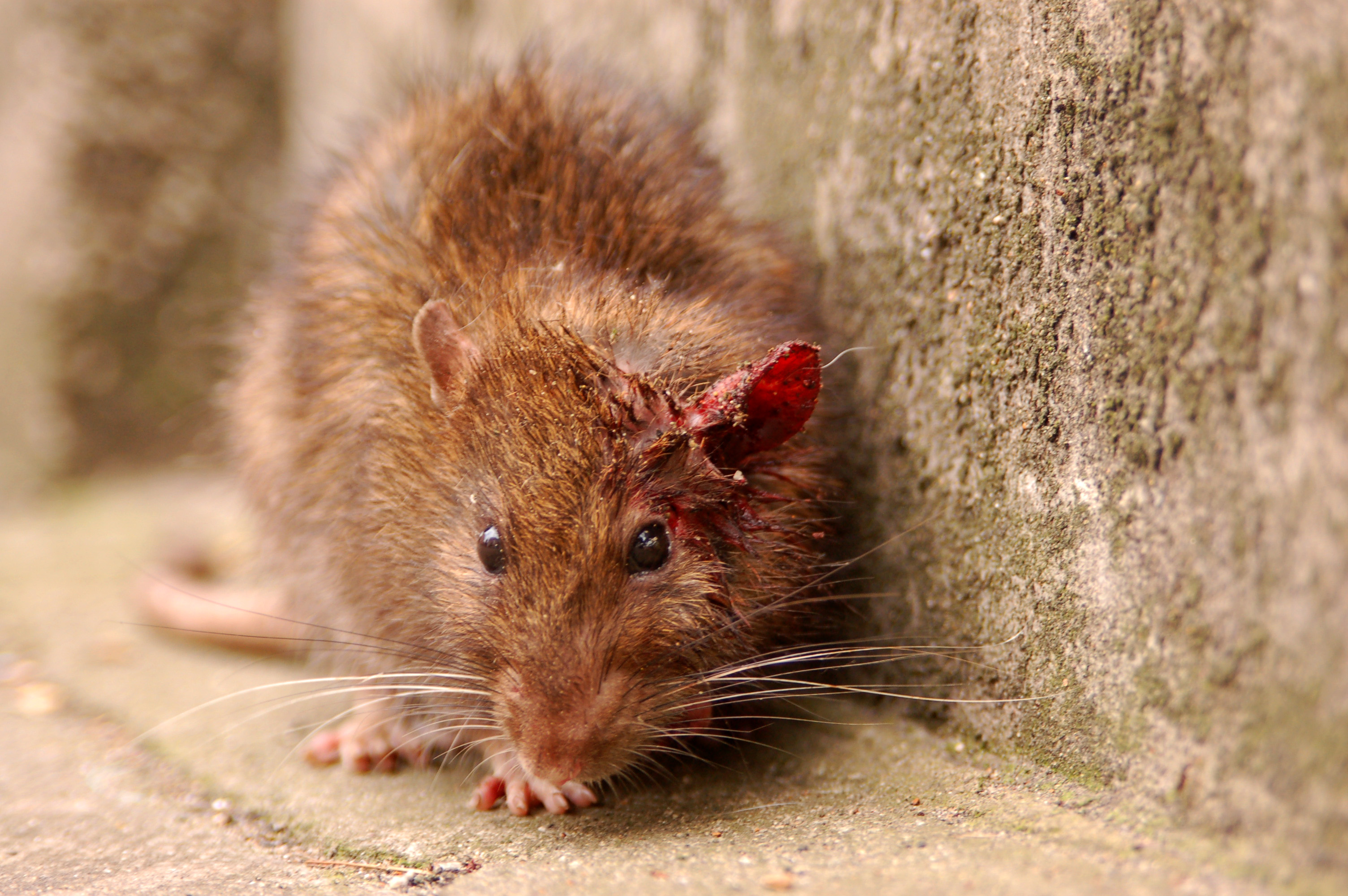
Rata comuna

És una rata robusta, de cos allargat i orelles curtes, que, doblegades endavant, no arriben a l'ull. La cua, anellada i recoberta de pèls curts i rígids esparsos, no supera la longitud del cap més el cos. Amb el cap i el cos fa entre 17-26 cm i cua la cua fa entre 15 i 22 cm. Pesa entre 180 i 415 g. La coloració dorsal és grisa fosca, grisa marronosa o, en els exemplars més vells, grisa vermellosa. El ventre és gris clar o blanquinós i la cua, bicolor, fosca per sobre i clara per sota. Els individus joves presenten sempre una coloració grisa fosca, més clara pel ventre.

## Hàbitat

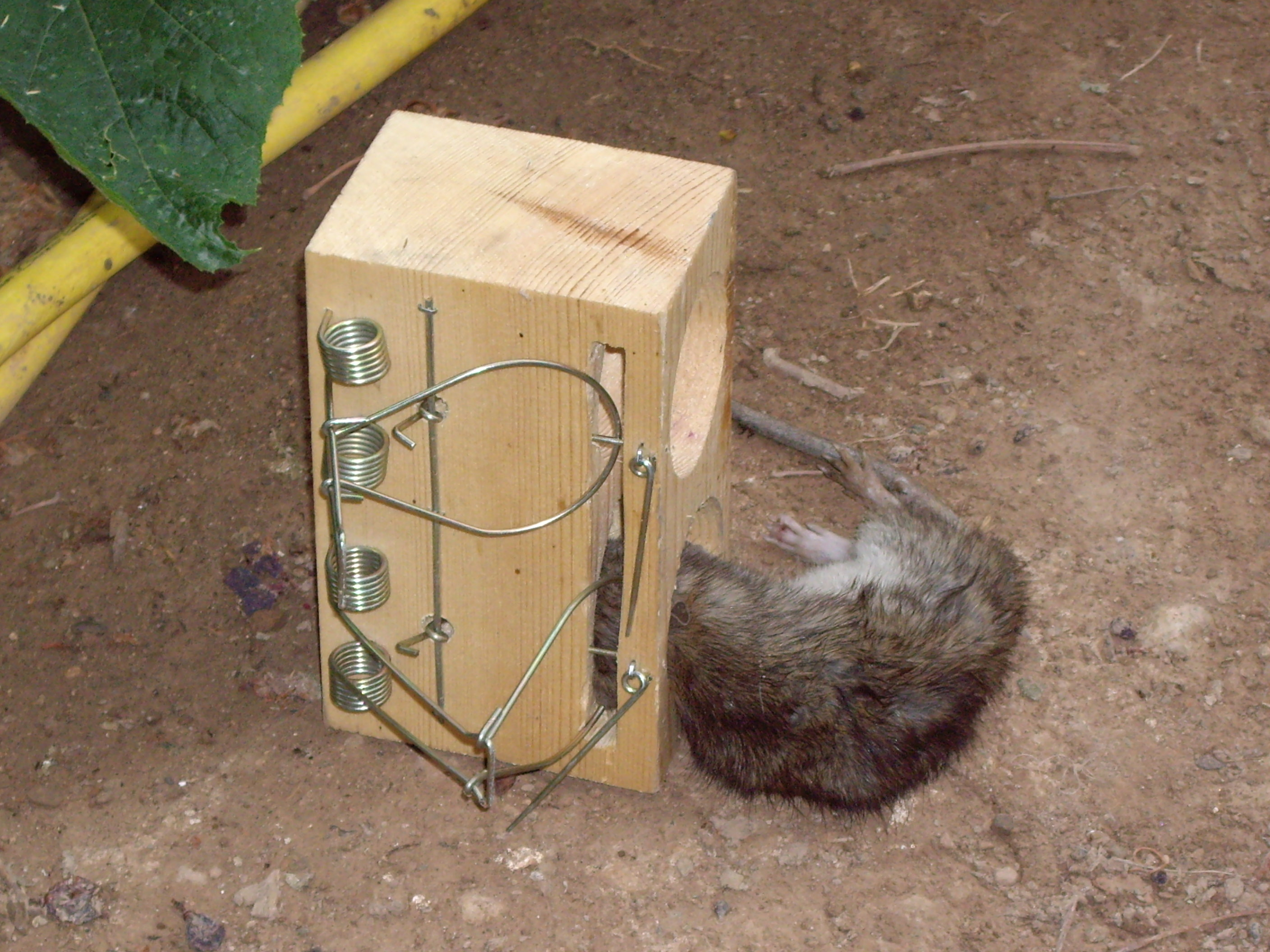
Rata atrapada en una trampa

Si bé s'ha adaptat a una gran diversitat d'hàbitats, necessita la presència humana i un grau elevat d'humitat ambiental. Hi ha individus que viuen dins els edificis, mentre que d'altres prefereixen instal·lar-se a l'exterior. A les poblacions urbanes ocupen els soterranis i els cellers de les cases, les clavegueres i tota mena de forats sota terra, on s'alimenten de qualsevol cosa que troben, fins i tot deixalles. També són molt freqüents als ports. A les poblacions rurals són especialment nombroses als camps d'hortalisses, als arrossars i a prop dels abocadors d'escombraries i poden esdevindre un flagell temible per a l'agricultura.

## Costums
Nocturna, surt del cau després de la posta del sol, si bé també es pot deixar veure durant el dia. A més, s'adapta molt bé a nous costums: si a la nit és perseguida o no troba aliment, es pot tornar diürna. Quan es desplaça a poca velocitat adopta una posició característica, amb la meitat posterior del cos bombada i més aixecada que l'anterior. Busseja amb facilitat, però no s'enfila als arbres amb tanta agilitat com la rata negra. Viu en colònies formades per grups familiars constituïts per un mascle i una o diverses femelles amb les seves cries. Diposita uns excrements negres i fusiformes, molt semblants als de la rata negra.